# Raúl Ruidíaz
Pour les articles homonymes, voir Ruidíaz.
Raúl Ruidíaz, né le 25 juillet 1990 à Lima au Pérou, est un footballeur international péruvien. Il joue au poste d'attaquant.

## Biographie

### Carrière en club
Formé à l'Universitario de Deportes, Raúl Ruidíaz y fait ses débuts en 1re division péruvienne le 4 octobre 2009, puis marque son premier but sous les couleurs de l'Universitario 20 jours plus tard face au FBC Melgar (victoire 3-1). Champion du Pérou avec la « U » à deux reprises en 2009 et 2013, il sera meilleur buteur du championnat péruvien lors de cette dernière saison. 
Parti à l'Universidad de Chile en 2012, il devient champion du Chili cette même année. Entre 2016 et 2018, on le retrouve au Monarcas Morelia où il est sacré deux fois meilleur buteur du Mexique en 2016-A et 2017-C.
Ruidíaz pousuit sa carrière aux États-Unis aux Sounders Seattle en 2018. L'année suivante, il remporte l'édition 2019 de la MLS, puis en 2022 il s'octroie la Ligue des champions de la CONCACAF.
Parmi ses statistiques individuelles, il compte 17 matchs de Copa Libertadores (un but marqué), huit matchs de Copa Sudamericana (cinq buts), huit matchs de Ligue des champions de la CONCACAF (trois buts) et cinq matchs de Leagues Cup (deux buts).

### Carrière en équipe nationale
Auteur de quatre buts en 54 sélections avec l'équipe du Pérou, Ruidíaz dispute les Copa América de 2011 (troisième place), 2016 et 2019 (finaliste). Lors du deuxième tournoi, il se fait remarquer en marquant un but de la main face au Brésil qui élimine les Auriverde de la compétition.
Remplaçant durant la Coupe du monde 2018 en Russie, il entre en cours de jeu lors des matchs face au Danemark et la France sans marquer de but.

#### Buts en sélection
| Buts en sélection de Raúl Ruidíaz | Buts en sélection de Raúl Ruidíaz | Buts en sélection de Raúl Ruidíaz         | Buts en sélection de Raúl Ruidíaz | Buts en sélection de Raúl Ruidíaz | Buts en sélection de Raúl Ruidíaz | Buts en sélection de Raúl Ruidíaz |
|                                   | Date                              | Lieu                                      | Adversaire                        | Score                             | Résultat                          | Compétition                       |
| --------------------------------- | --------------------------------- | ----------------------------------------- | --------------------------------- | --------------------------------- | --------------------------------- | --------------------------------- |
| 1.                                | 24 mars 2016                      | Estadio Nacional, Lima (Pérou)            | Venezuela                         | 2-2                               | 2-2                               | QCM 2018                          |
| 2.                                | 28 mai 2016                       | RFK Stadium, Washington DC (États-Unis)   | Salvador                          | 1-0                               | 3-1                               | Amical                            |
| 3.                                | 12 juin 2016                      | Gillette Stadium, Foxborough (États-Unis) | Brésil                            | 1-0                               | 1-0                               | CA 2016                           |
| 4.                                | 27 mars 2018                      | Red Bull Arena, Harrison (États-Unis)     | Islande                           | 2-1                               | 3-1                               | Amical                            |

### Engagement politique
Il appelle à voter pour la candidate de droite Keiko Fujimori lors de l'élection présidentielle péruvienne de 2021.

## Palmarès

### En club

#### Collectif
| Universitario de Deportes - Championnat du Pérou (2) : - Champion : 2009 et 2013. |  | Universidad de Chile - Championnat du Chili (1) : - Champion : 2012-A. |  | Sounders Seattle - Major League Soccer (1) : - Champion : 2019. - Vice-champion : 2020. - Ligue des champions de la CONCACAF (1) : - Vainqueur : 2022. |

#### Individuel
| Universitario de Deportes - Championnat du Pérou : - Meilleur buteur : 2013 (21 buts). |  | Monarcas Morelia - Championnat du Mexique : - Meilleur buteur : 2016-A (11 buts) et 2017-C (9 buts). |  | Sounders Seattle - Meilleur buteur historique : 78 buts. |

### En équipe nationale
Pérou
- Copa América
  - Finaliste : 2019.